# Mimosema venata
Mimosema venata är en fjärilsart som beskrevs av W. Warren 1907. Mimosema venata ingår i släktet Mimosema och familjen mätare. Inga underarter finns listade i Catalogue of Life.